# Lotto Soudal/2022
Deze pagina geeft een overzicht van de UCI World Tour wielerploeg Lotto Soudal in 2022.

## Algemeen
Algemeen manager: John Lelangue
Ploegleiders: Mario Aerts, Allan Davis, Nikolas Maes, Maxime Monfort, Cherie Pridham, Kurt Van De Wouwer, Marc Wauters
Fietsmerk: Ridley

## Renners
| Naam                         | Geboortedatum | Nationaliteit       | Ploeg 2021               |
| ---------------------------- | ------------- | ------------------- | ------------------------ |
| Carlos Barbero*              | 29-04-1991    | Spanje              | Team Qhubeka NextHash    |
| Cédric Beullens              | 27-01-1997    | België              | Sport Vlaanderen-Baloise |
| Victor Campenaerts           | 28-10-1991    | België              | Team Qhubeka NextHash    |
| Filippo Conca                | 22-09-1998    | Italië              |                          |
| Steff Cras                   | 13-02-1996    | België              |                          |
| Jasper De Buyst              | 24-11-1993    | België              |                          |
| Thomas De Gendt              | 06-11-1986    | België              |                          |
| Arnaud De Lie                | 16-03-2002    | België              | Lotto - Soudal U23       |
| Jarrad Drizners              | 31-05-1999    | Australië           | Hagens Berman Axeon      |
| Caleb Ewan                   | 11-07-1994    | Australië           |                          |
| Frederik Frison              | 28-07-1992    | België              |                          |
| Philippe Gilbert             | 05-07-1982    | België              |                          |
| Sébastien Grignard           | 29-04-1999    | België              |                          |
| Matthew Holmes               | 08-12-1993    | Verenigd Koninkrijk |                          |
| Reinardt Janse van Rensburg* | 03-02-1989    | Zuid-Afrika         | Team Qhubeka NextHash    |
| Roger Kluge                  | 05-02-1986    | Duitsland           |                          |
| Andreas Kron                 | 01-06-1998    | Denemarken          |                          |
| Kamil Małecki                | 02-01-1996    | Polen               |                          |
| Sylvain Moniquet             | 14-01-1998    | België              |                          |
| Michael Schwarzmann          | 07-01-1991    | Duitsland           | BORA-hansgrohe           |
| Rüdiger Selig                | 19-02-1989    | Duitsland           | BORA-hansgrohe           |
| Harry Sweeny                 | 09-07-1998    | Australië           |                          |
| Maxim Van Gils               | 25-11-1999    | België              |                          |
| Brent Van Moer               | 12-01-1998    | België              |                          |
| Harm Vanhoucke               | 17-06-1997    | België              |                          |
| Florian Vermeersch           | 12-03-1999    | België              |                          |
| Viktor Verschaeve            | 03-08-1998    | België              |                          |
| Xandres Vervloesem           | 13-05-2000    | België              |                          |
| Tim Wellens                  | 10-05-1991    | België              |                          |

* vanaf 1 mei

### Vertrokken
| Naam               | Geboortedatum | Nationaliteit | Ploeg 2022                         |
| ------------------ | ------------- | ------------- | ---------------------------------- |
| John Degenkolb     | 07-01-1989    | Duitsland     | Team DSM                           |
| Kobe Goossens      | 29-04-1996    | België        | Intermarché-Wanty-Gobert Matériaux |
| Tomasz Marczyński  | 06-03-1984    | Polen         | Gestopt                            |
| Stefano Oldani     | 10-01-1998    | Italië        | Alpecin-Fenix                      |
| Gerben Thijssen    | 21-06-1998    | België        | Intermarché-Wanty-Gobert Matériaux |
| Tosh Van der Sande | 28-11-1990    | België        | Team Jumbo-Visma                   |

## Overwinningen
| Nationale kampioenschappen wielrennen Zuid-Afrika - wegrit: Reinardt Janse van Rensburg Trofeo Serra de Tramuntana Tim Wellens Trofeo Playa de Palma Arnaud De Lie Ronde van Saoedi-Arabië 1e etappe: Caleb Ewan 4e etappe: Maxim Van Gils Eindklassement: Maxim Van Gils Jongerenklassement: Maxim Van Gils Ronde van de Alpes-Maritimes en de Var 1e etappe: Caleb Ewan 2e etappe: Tim Wellens Jongerenklassement: Andreas Kron Grote Prijs Jean-Pierre Monseré Arnaud De Lie Tirreno-Adriatico 3e etappe: Caleb Ewan | Volta Limburg Classic Arnaud De Lie Ronde van Turkije 1e etappe: Caleb Ewan 6e etappe: Caleb Ewan Vierdaagse van Duinkerke 3e etappe: Philippe Gilbert Eindklassement: Philippe Gilbert Ploegenklassement: *1) Ronde van Italië 8e etappe: Thomas De Gendt Antwerp Port Epic Florian Vermeersch Grote Prijs Marcel Kint Arnaud De Lie Heistse Pijl Arnaud De Lie | Ronde van Limburg Arnaud De Lie Ronde van Wallonië 3e etappe: Arnaud De Lie Bergklassement: Victor Campenaerts Ploegenklassement: *2) Ronde van Polen Bergklassement: Jarrad Drizners Tour of Leuven Victor Campenaerts Schaal Sels Arnaud De Lie Egmont Cycling Race Arnaud De Lie Ronde van Duitsland 1e etappe: Caleb Ewan GP Fourmies Caleb Ewan |

*1): Ploeg Vierdaagse van Duinkerke: Barbero, Beullens, De Lie, Gilbert, Janse van Rensburg, Kron, Van Moer
*2): Ploeg Ronde van Wallonië: Beullens, Campenaerts, De Buyst, De Lie, Grignard, Van Gils, Vanhoucke
1985 · 1986 · 1987 · 1988 · 1989 · 1990 · 1991 · 1992 · 1993 · 1994 · 1995 · 1996 · 1997 · 1998 · 1999 · 2000 · 2001 · 2002 · 2003 · 2004 · 2005 · 2006 · 2007 · 2008 · 2009 · 2010 · 2011 · 2012 · 2013 · 2014 · 2015 · 2016 · 2017 · 2018 · 2019 · 2020 · 2021 · 2022 · 2023 · 2024 · 2025
AG2R-Citroën · Astana Qazaqstan · Bahrain Victorious · BORA-hansgrohe · Cofidis · EF Education-EasyPost · Groupama-FDJ · INEOS Grenadiers · Intermarché-Wanty-Gobert Matériaux · Israel-Premier Tech · Lotto Soudal · Movistar Team · Quick Step-Alpha Vinyl · Team BikeExchange Jayco · Team DSM · Team Jumbo-Visma · Trek-Segafredo · UAE Team Emirates